# Królestwo Włoch (774–962)

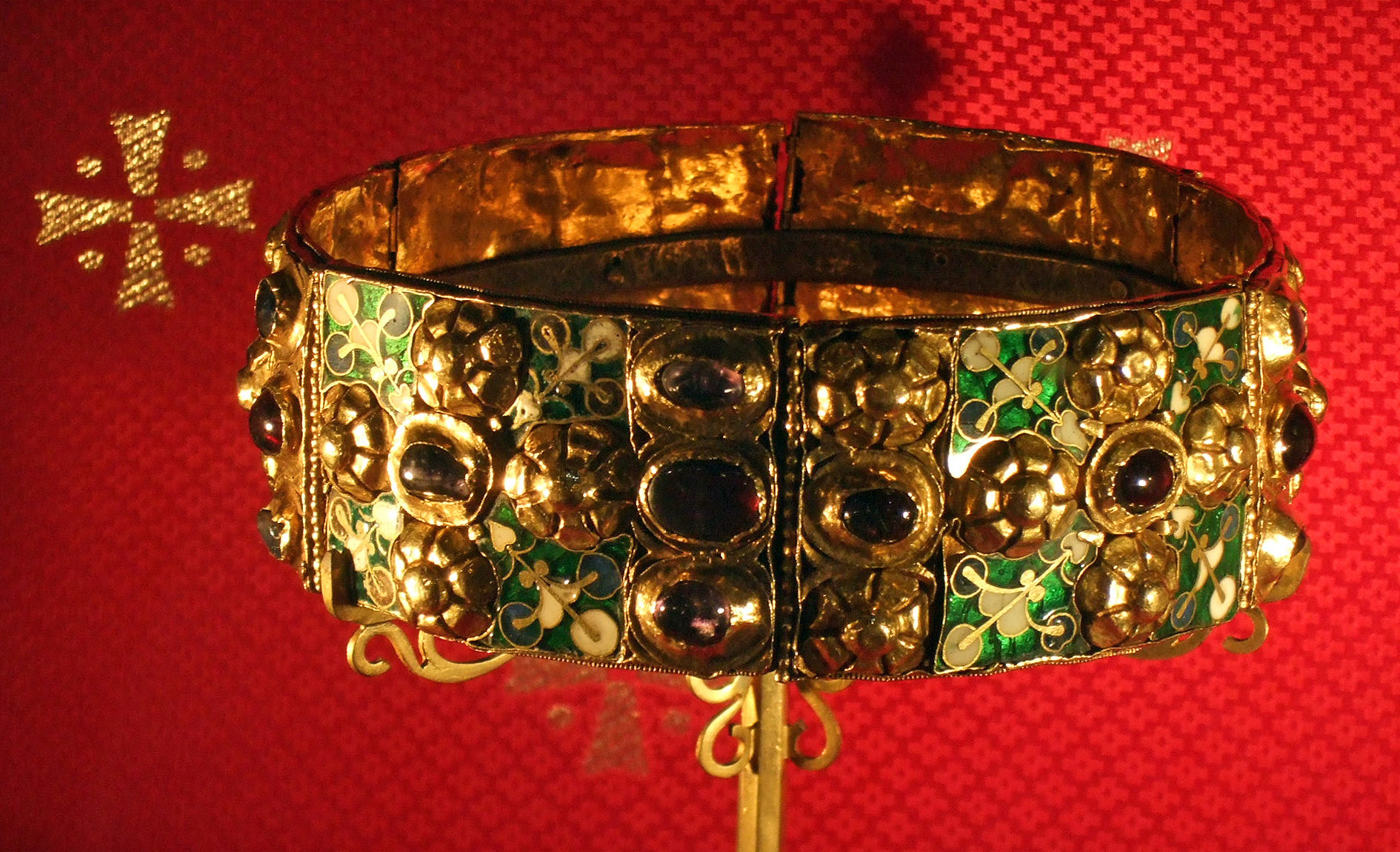
Żelazna korona – insygnium władzy

Królestwo Włoch (łac. Regnum Italiæ, Regnum Italicum; wł. Regno d'Italia) – państwo powstałe na Półwyspie Apenińskim po podboju przez Franków, pod wodzą Karola I Wielkiego, istniejącego tu Królestwa Longobardów. W 962 stało się częścią Świętego Cesarstwa Rzymskiego. 

## Królestwo Włoch w ramach państwa Franków
Wzmocnienie królestwa Longobardów za panowania Liutpranda (711-744) oraz ich napór na papieski Rzym wywołały w 754 i 756 interwencję Franków. W 774 Karol Wielki zdetronizował panującego wówczas Dezyderiusza i przejął żelazną koronę Longobardów (przekazał ją w 781 swojemu synowi Pepinowi), a ich państwo włączył do państwa Franków.
W 843 roku traktatem w Verdun podzielono Imperium Karolińskie, a jego włoska część przypadła Lotarowi. Z czasem państwo uległo osłabieniu i podziałom. 

## Królestwo Włoch niezależne
Po abdykacji Karola Otyłego do władzy doszli lokalni możni. To oni oraz papież mieli największy wpływ na obsadę tronu. Walki o koronę królewską, i łączoną z nią od tego okresu cesarską, toczyły się aż do połowy X wieku.

## Królestwo Włoch w ramach Cesarstwa Rzymskiego
W 951 włoski tron przejął Otton I Wielki, król Niemiec. W 962 został koronowany na cesarza, co dało początek Świętemu Cesarstwu Rzymskiemu, z którym Królestwo Włoch zostało połączone unią realną. Z czasem stało się jedną z trzech części składowych cesarstwa. Każdy władca Niemiec, przed koronacją cesarską w Rzymie, co do zasady koronowany był na króla Włoch. Ostatnim koronowanym królem Włoch był Karol V 22 lutego 1530 w Bolonii. Królestwo istniało jako część cesarstwa de facto do 1648 (pokój westfalski). Mimo utraty ziem włoskich, cesarze aż do końca Rzeszy w 1806 wysuwali roszczenia do dawnego królestwa, zachowując tym samym tytuł króla Włoch.